# Воркутауголь
АО «Воркутауголь» — крупнейшее горнодобывающее предприятие Российской Федерации, расположенное на территории Печорского угольного бассейна, прилегающего к Полярному и Северному Уралу. До 2021 года входило в ПАО «Северсталь» и являлось сырьевым добывающим подразделением холдинга. Полное наименование — Акционерное общество по добыче угля «Воркутауголь». 2 декабря 2021 года «Северсталь» подписала соглашение о продаже компании «Воркутауголь» «Русской энергии».

## Общие сведения

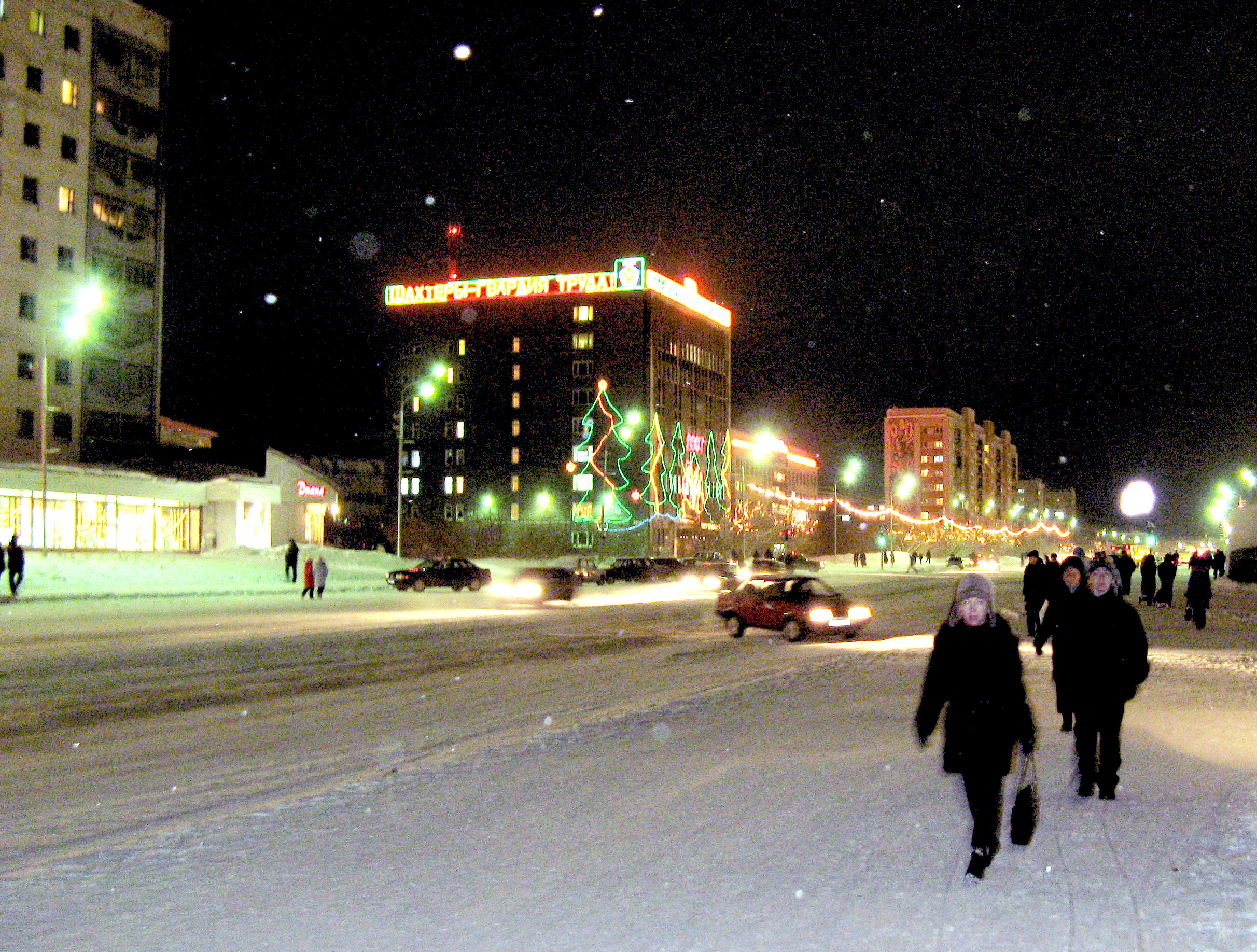
Вид на здание «Вокрутауголь» (в центре фото) ночью

Воркутауголь является стратегическим предприятием Российской Федерации, доля которого составляет 6 % по добыче угля, в том числе 22 % по добыче коксующегося угля. Предприятия «Воркутаугля» расположены в Воркутинском промышленном районе и имеют железнодорожное сообщение с европейским центром государства с выходом на ведущие металлургические производства. В 2003 году компания стала дочерним предприятием ОАО «Северсталь» (с 1 декабря 2014 года — ПАО «Северсталь»).
В 2010—2014 гг. на предприятии был успешно реализован проект по строительству газопоршневой теплоэлектростанции, которая будет способна вырабатывать 110,5 МВт*ч электрической энергии и более 56 700 Гкал тепловой энергии в год. В России это уникальный проект по объёмам строительства и свойствам используемого газа.
В 2013 году было реализовано несколько крупных проектов: на шахтах «Заполярная» и «Воргашорская» завершено строительство наклонных стволов и завершён первый этап модернизации ЦОФ «Печорская».
Часть работников шахт снабжаются рациями, а технологически сложные участки шахт оборудуются камерами. На главных подземных ответвлениях установлены считыватели для фиксации и идентификации проходящих мимо считывателей горняков, что позволяет определять зонально местоположение каждого горняка при проходе считывателя (считывателей).

## Показатели
За 2013 год пройдено более 33,6 км выработок. Более 12 млн тонн горной массы было добыто открытым и закрытым способом. Из них получено 7,9 млн тонн товарной продукции, включая 5,6 млн тонн концентрата.
В 2014 году проходчики шахт «Воркутауголь» прошли более 33,2 км горных выработок – примерно столько же, сколько в 2013-м (33,6 км). Объём проходки капитального подземного строительства вырос по сравнению с прошлым годом вдвое: с 1,9 км до 4,2 км. Добыча горной массы в минувшем году составила 11,4 млн тонн – на семь процентов меньше, чем в 2013-м. небольшое снижение уровня добычи связано с тем, что в течение 2014 года шахты «Воркутауголь» произвели 11 перемонтажей лав. Центральная обогатительная фабрика (ЦОФ) «Печорская» переработала за прошедшие 12 месяцев более 6,4 млн тонн угля, выпустив более 3,4 млн тонн угольного концентрата. Общий объём концентрата, выпущенного обогатительными фабриками «Воркутауголь» в 2014 году, составил 4,9 млн тонн. Всего в течение прошедшего года компания выпустила 6,75 млн тонн товарной продукции.
В 2015 году проходчики шахт «Воркутауголь» прошли 34,9 км горных выработок – на 1,7 км больше, чем в 2014 году. Объём проходки капитального подземного строительства вырос по сравнению с прошлым годом более чем на 50 процентов: с 4,2 км до 6,4 км. Добыча горной массы в минувшем году составила 13,2 млн тонн – на 16 процентов больше, чем в 2014 году (11,4 млн тонн). Обогатительные фабрики «Воркутауголь» переработали в 2015 году более 12 млн тонн угля, выпустив 7,8 млн тонн товарной продукции, что на 15,2 процента больше, чем в предыдущем году. Выпуск концентрата по сравнению с 2014 годом вырос, соответственно, на 15,2 процента и составил 5,6 млн тонн.
В 2016 году проходчики шахт «Воркутауголь» прошли 29,3 км горных выработок – на 5,6 км меньше, чем в 2015 году. Объём проходки капитального подземного строительства составил 4,6 км. Добыча горной массы в минувшем году составила 9,6 млн тонн против 13,2 млн тонн в 2015-м. Обогатительные фабрики «Воркутауголь» переработали в 2016 году более 8,9 млн тонн угля, выпустив 5,8 млн тонн товарной продукции, что на 24,9 процента меньше, чем в предыдущем году. Выпуск концентрата по сравнению с 2015 годом снижен, соответственно, на 27,2 процента и составил 4,1 млн тонн.

## История
Печорский угольный бассейн, на территории которого работают предприятия АО «Воркутауголь», являет собой крупную сырьевую базу для энергетической, металлургической и коксохимической промышленности. Воркутинский геолого-промышленный район располагает самыми большими в Европе запасами каменного угля (порядка 4 млрд тонн) и обладает высоким промышленным потенциалом, активное освоение которого началось в годы становления СССР в 30-х годах XX века. Разработка, строительство, запуск в строй, обслуживание и производство на «Воркутаугле» шло преимущественно с использованием труда заключённых и спецпоселенцев ГУЛАГа.
В общем балансе добываемых в России коксующихся углей марки «Ж» доля Воркуты составляет 49,9%. Воркутинский промышленный район является важнейшим поставщиком угля в развитые промышленные районы европейской части России.
Комбинат «Воркутауголь» награждён орденом Ленина 14 мая 1966 года. В 1995 году объединение «Воркутауголь» награждено призом «Birmingham Torch» за успехи в экономическом выживании и развитии в неблагоприятных условиях. 3 февраля 1999 года акционерное общество «Воркутауголь» награждено призом «Лидер индустрии-98» как участник международной программы «Партнёрство ради прогресса». 20 марта 2001 года акционерное общество «Воркутауголь» стало лауреатом премии «Российский национальный Олимп» в номинации «Топливно-энергетический комплекс».
АО «Воркутауголь» одним из первых в России разработало и приступило к реализации комплексной программы реструктуризации. Безусловно, процессы реформирования не были безупречно ровными. Более того, на социальном изломе смены традиционных представлений о производстве порой вызывали протест в шахтёрской среде. И тем не менее 2000 год для коллектива ОАО «Воркутауголь» стал годом перехода в режим безубыточной работы.
Угледобывающая отрасль Воркуты в своём развитии однажды уже подверглась реструктуризации - в период с конца 60-х и до середины 70-х годов. Результатом реформирования тех лет было преобразование около трёх десятков маломощных шахт в 13 предприятий современного технического уровня, часть из которых и по сегодняшний день сохраняет свою перспективность.
Угольная отрасль является градообразующей в Воркуте. Поэтому сбалансированность местного бюджета целиком зависит от результатов работы АО «Воркутауголь». Согласно расчётам, устойчивый отраслевой и территориальный баланс требует ежегодной добычи угля не менее 14-15 млн тонн. Именно этот поток эшелонов угля с севера на юг способен обеспечить жизнедеятельность заполярного города и его предприятий социальной инфраструктуры. Исходя из этого режима добычи угля, уже сегодня для обеспечения перспективы необходимо начать проектирование шахт на соседнем с Воркутинским - Усинском угольном месторождении со сходными по своим качественным параметрам углями. Современного технического уровня шахты на этом месторождении позволят обеспечить угледобычу в объёме 14 млн тонн угля в год.
В начале 2014 года «Воркутауголь» продлила лицензии на недропользование для всех своих предприятий. Это позволит компании вести добычу полезных ископаемых на большинстве шахт до 2033 года.

## Хроника

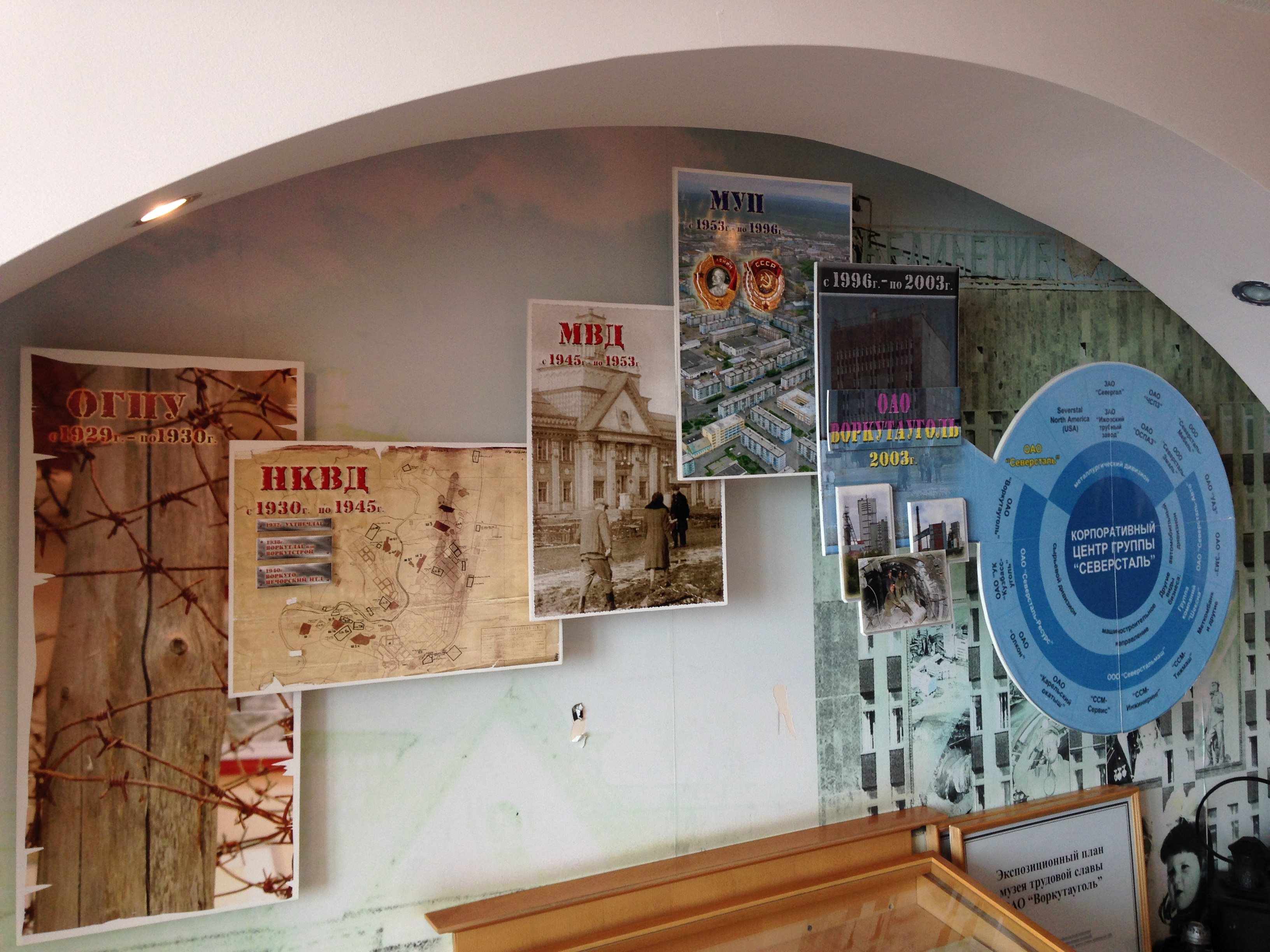
Историческая экспозиция в фойе здания управления

- 1931 — Начато строительство посёлка Рудник, впоследствии ставшим г. Воркута
- 1932 — Строительство двух шахт — № 1 по пласту <Первому> и № 2 по пласту <Четвёртому>.
- 1933 — Начинается строительство узкоколейки между шахтами и пристанью Печорского пароходства.
- 1934 — 1 сентября 1934 отправляется первый эшелон угля. День освоения Печорского угольного бассейна.
- 1940 — Заложены четыре новые шахты.
- 1942 — Первый уголь шахты «Капитальная».
- 1944 — Заработал Воркутинский механический завод.
- 1950 — Сдана в эксплуатацию шахта № 29 с проектной мощностью 600 тыс. тонн угля в год.
- 1953 — В городе работают 17 шахт.
- 1964 — Начало строительства «Воргашорской».
- 1969 — Заработала «Северная».
- 1974 — Комбинат Воркутауголь преобразован в производственное объединение Воркутауголь.
- 1980 — Взрыв на шахте «Юр-Шор»
- 1983 — Шахта «Аяч-Яга», уч. № 4, 4-й пласт, добыто 286 т. за смену.
- 1984 — Добыто 500 тыс. тонн угля с одной лавы.
- 1993 — Первая партия обогащённого угля с ЦОФ «Печорская».
- 1994 — Добыто 1 млн тонн угля с одной лавы.
- 1994—1997 — Закрытие шахт «Хальмер-Ю», «Промышленной», «Юнь-Яга», «Южной».
- 1997 — Объединение преобразовано в открытое акционерное общество.
- 1998 — После взрыва метана, в результате которого погибло 27 человек, прекратила существование шахта «Центральная».

Закрыта шахта № 29 «Юр-Шор»
- 2003 — Объединение с ОАО «Северсталь».
- 2003 — начало ликвидации шахты «Октябрьская»
- 2004 — Открылся музей шахтёрской славы.
- октябрь 2004 — На «Северной» добыт 1 млн тонн угля за год с одной лавы.
- 17 ноября 2006 — На «Северной» сдана в эксплуатацию высокопроизводительная лава 312-з пласта <Пятого>.
- 2009 г. — остановлена шахта «Аяч-Яга».
- 2012 — построена ТЭС, работающая на попутном метане.
- 11 февраля 2013 года — в результате взрыва на шахте погибло 19 человек. Шахта «Воркутинская», 8-й участок.
- 22 октября 2013 года — взрыв в тепловозном цехе Воркутинского транспортного предприятия гранаты от заводского гранатомёта, двое пострадавших[14].
- 2014 — Шахта «Воркутинская» запустила лаву-гигант — длиной 317 м, с запасами более 1,4 млн тонн угля и мощностью пласта более трёх м.
- 2014 — «Воркутауголь» запустила газопоршневую теплоэлектростанцию мощностью 18 МВт, работающую на шахтном метане.
- 2014 — ЦОФ «Печорская» преодолела отметку в 100 млн тонн переработанного угля.
- 2014 — На шахте «Комсомольская» запущены две новые лавы.
- 2014 — На Центральной обогатительной фабрике «Печорская» установлено два камерных фильтр-пресса. Американское оборудование предназначено для обезвоживания отходов флотации угля.
- 2016 — В результате аварии 25 февраля и повторного взрыва 28 февраля, на шахте «Северная» погибли 36 человек (в том числе 5 спасателей)[15].

## Собственники и руководство
АО «Воркутауголь» на 100 % принадлежит ПАО «Северсталь».
В декабре 2021 года Северсталь и ООО «Русская энергия» подписали обязывающее соглашение о продаже «Воркутаугля» за 15 млрд рублей в первом квартале 2022 года после согласования сделки с ФАС РФ. В феврале ФАС России продлила срок согласования сделки.
Руководители «Воркутауголь»:
- Мальцев Михаил Митрофанович — Начальник Комбината «Воркутуголь» (1944—1947);
- Кухтиков Алексей Демьянович — Начальник Комбината «Воркутуголь» (1947—1952);
- Дегтев Степан Иванович — Начальник Комбината «Воркутуголь» (1952—1955);
- Шерстнёв Николай Васильевич — Начальник Комбината «Воркутуголь» (1955—1961);
- Прискока Владимир Терентьевич — Начальник Комбината «Воркутуголь» (1961—1964);
- Игнатьев Борис Николаевич — Начальник Комбината «Воркутауголь» (1964—1974), Генеральный директор ПО «Воркутауголь» (1974—1979);
- Беликов Анатолий Кириллович — Генеральный директор ПО «Воркутауголь» (1979—1987);
- Орешкин Анатолий Владимирович — Генеральный директор ПО «Воркутауголь» (1987—1994);
- Лобес Юрий Рудольфович — Генеральный директор ПО «Воркутауголь» (1994—1997);
- Экгардт Виктор Иванович — Генеральный директор ОАО «Воркутауголь» (1997—2003);
- Логинов Александр Кимович — Генеральный директор ОАО «Воркутауголь» (2003—2007);
- Задавин Геннадий Дмитриевич — Генеральный директор ОАО «Воркутауголь» (2007—2007);
- Ларин Вадим Александрович - Генеральный директор ОАО «Воркутауголь» (2007—2010);
- Ефанов Сергей Владимирович — Генеральный директор ОАО «Воркутауголь» (2010—2014);
- Шаблаков Вадим Валерьевич — Генеральный директор АО «Воркутауголь» (2014—2016);
- Лихопуд Сергей Александрович — Генеральный директор АО «Воркутауголь» (2016 — 2019);
- Кигалов Николай Николаевич – Генеральный директор АО «Воркутауголь» (2019 — 2021).
- Панов Максим Сергеевич - Генеральный директор АО «Воркутауголь» (2021 — настоящее время )

## Структура

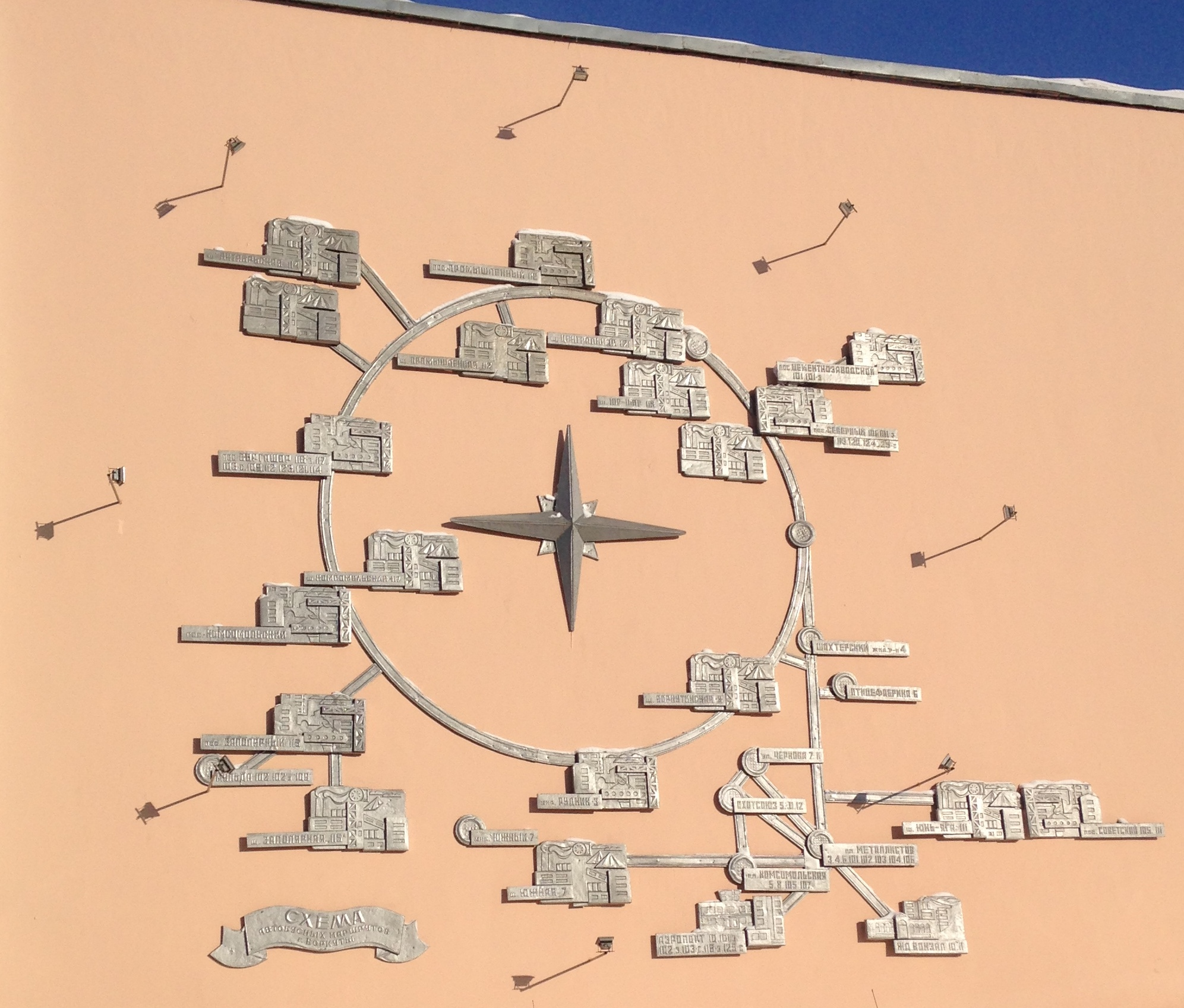
Схема расположения предприятий Воркутауголь на торце ТРК "Каскад"

На сегодняшний день АО «Воркутауголь» включает в себя:
- «Исполнительный аппарат»
- СП «Сервисное предприятие Воркутинский механический завод»
- СП «Воркутинское транспортное предприятие»
- СП «Центральная обогатительная фабрика Печорская»
- СП «Шахта Воркутинская»
- СП «Шахта Воргашорская»
- СП «Шахта Северная»
- СП «Шахта Заполярная»
- СП «Шахта Комсомольская»
- СП «Угольный разрез Юньягинский»
- СП «Воркутинское ремонтное предприятие»
- ОП «Центр подготовки кадров»
- Печорниипроект
- УСЗК «Олимп»

Ликвидированные предприятия:
- Шахта «Промышленная»
- Шахта «Юр-Шор»
- Шахта «Октябрьская»
- Шахта «Аяч-Яга»
- Шахта «Центральная»
- Шахта «Хальмер-Ю»
- Шахта «Юнь-Яга»
- Шахта «Южная»
- Экспедиция «Печоруглеразведка»
- Ремонтно-монтажное управление
- Воркутинское управление по качеству и сбыту угля
- Управление тепловыми сетями и водопроводно-канализационным хозяйством
- Строительное управление № 12
- Шахтостроительное управление № 1
- Шахтостроительное управление № 2
- Шахтостроительное управление № 13
- Шахтостроительная фирма «Полоз»
- Центральное ремонтно-строительное управление
- Деревообрабатывающий комбинат
- Узел производственно-технологической связи
- Управление автотранспортного хозяйства
- Погрузочно-транспортное управление
- Управление по монтажу, демонтажу и ремонту оборудования
- Информационно-вычислительный центр
- Завод железобетонных изделий
- Воркутинская санитарно-профилактическая лаборатория
- Нормативно-исследовательская станция
- Проектно-конструкторское бюро
- Управление по ремонту гусеничной техники
- Управление детскими, дошкольными учреждениями и спортивными сооружениями

## Деятельность
Компания «Воркутауголь» является градообразующим предприятием Заполярного города с численностью населения более 60 тысяч человек. Сегодня в угольной отрасли Воркуты трудится порядка 7 тысяч жителей Воркуты.
С 2010 года «Воркутауголь» и администрации города заключают Соглашение о социальном партнёрстве. Компания ежегодно выделяет на социальные проекты не менее 20 миллионов рублей. Средства идут на поддержку важнейших сфер города: образования, здравоохранения, культуры, развитие физкультуры и спорта, а также благоустройство Воркуты.
АО «Воркутауголь» производит уголь, в том числе коксующийся. Крупнейшими потребителями являются подразделения компании «Северсталь», «Новолипецкий металлургический комбинат», «АрселорМиттал Кривой Рог», «Алчевский коксохимический завод», «Московский коксогазовый завод».

### Социальные проекты
АО «Воркутауголь» на постоянной основе занимается поддержкой учреждений образования, здравоохранения, культуры и спорта, а также программ городского хозяйства и благоустройства Воркуты. С 2010 года между компанией «Воркутауголь» и администрацией города Воркуты действует соглашение о социально-экономическом партнёрстве. На различные муниципальные программы за это время было перечислено около 80 млн рублей.
В 2014 году компания открыла профилакторий «Жемчужина Севера» для своих сотрудников.

### Санкции
14 сентября 2023 года, в ответ на российское нападение на Украину, Воркутауголь включена в блокирующий санкционный список США. Также под американские санкции попали связанные компании: «Северная алмазная компания», «УПТС Воркута», «Энтрар», «Жемчужина Арктики», «МВ», кроме того, под санкции попало ООО «Воркутинская управляющая компания», связанное с ООО «Русская энергетическая группа».